# Lucas Macie
Lucas Macie (Maputo, 2 de julio de 1960) es un pintor mozambico-suazi.

## Trayectoria
Varios miembros de su familia son también pintores. Gran admirador de Malangatana Ngwenya, comenzó su actividad artística en Mozambique, pero se refugió luego en Suazilandia, donde ha trabajado en la Galería de Indingilizi de Mbabqne.